# جذب سطحی پروتئین
جذب سطحی (با اصطلاح «جذب» اشتباه نشود) تجمع و چسبندگی مولکول‌ها، اتم‌ها، یون‌ها یا ذره‌های بزرگتر در سطح بدون اینکه نفوذی به سطح رخ دهد، هست. جذب سطحی زیست‌مولکول‌های بزرگتر، از جمله پروتئین ارتباط بالایی با ویژگی‌های فیزیولوژیک‌شان دارد و به‌همین‌ترتیب آنها با مکانیزم‌های مختلف‌شان و نه با آنالوگ‌های مولکولی یا اتمی‌شان، جذب می‌شوند. 
برخی از عوامل اصلی تاثیرگذار در جذب سطحی پروتئین عبارتنداز: انرژی سطحی، نیروهای بین‌مولکولی، تعامل‌های آب‌گریزی، یونی یا الکترواستاتیکی. با دانستن اینکه چگونه این عوامل بر جذب پروتئین تاثیر می‌گذارد، می‌توان با ماشین‌کاری، آلیاژسازی و سایر تکنیک‌های مهندسی دستکاری شوند تا بهترین عملکرد را در کاربردهای پزشکی و فیزیولوژیکی انتخاب کنند. 

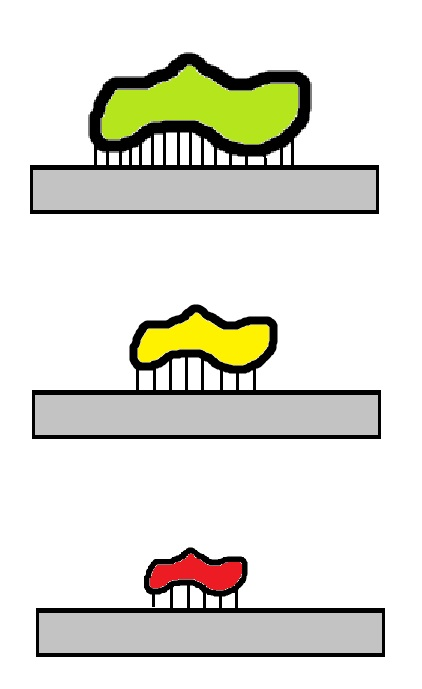
شکل ۱ - تاثیر اندازه پروتئین در تعامل‌شان با سطح.